# Sarah Bouktit
Sarah Bouktit, född 27 augusti 2002 i Mont-Saint-Martin, Frankrike är en fransk handbollsspelare. Hon spelar som mittsexa för Metz HB och det franska landslaget.

## Karriär

### Klubblag
Sarah Bouktit spelar handboll för Metz HB i Frankrike. Säsongen 2019/2020 lånades hon ut till CJF Fleury Loiret HB från och med januari.  Hon återvände sedan till Metz och vann det franska mästerskapet med Metz 2022, 2023 och 2024 och den franska cupen 2022, 2023 och 2024. Metz slutade på 3:e plats i EHF Champions League 2021/2022.

### Landslag
Bouktit det spelade för det franska ungdomslandslaget och vann en guldmedalj vid European Youth Olympic Festival 2019. Samma år vann hon bronsmedaljen vid U17-EM med ungdomslaget och blev invald i turneringens All Star-team som bästa mittsexa. Med U-19 laget vann hon också en  bronsmedalj vid U19-EM 2021.  Även denna gång utsågs hon till som turneringens bästa mittsexa.  Hon var också med i truppen till U20-VM 2022. I mars 2022 blev hon uttagen till Frankrikes A-lag för första gången i en kvalmatch till EM 2022 mot Kroatien. Med seniorlandslaget vann hon guldmedalj vid VM 2023 och silvermedalj vid OS 2024.

## Individuella utmärkelser
- Hon utsågs till bästa mittsexa vid EHF Excellence Awards 2024 under den gångna säsongen.